# Pura
Pura je obec ve švýcarském kantonu Ticino, okresu Lugano. Žije zde přibližně 1 300 obyvatel.

## Geografie
Obec leží v nadmořské výšce 387 metrů v údolí Val Magliasina a 9 km jihozápadně od Lugana.
Sousedními obcemi jsou Curio a Bedigliora na severu, Neggio a Magliaso na východě, Caslano na jihu a Tresa na jihozápadě.

## Historie

Letecký pohled (1950)

Vesnice je poprvé zmiňována v listinách jako Piura v roce 751. V roce 1110 potvrdil císař Jindřich V. v Puře majetek opatství San Pietro in Ciel d’Oro z Pavie; v roce 1296 jsou zde zmiňovány četné statky biskupa z Coma. V roce 1603 byla obec církevně oddělena od Agna a stala se samostatnou farností. Farní kostel sv. Martina, poprvé zmiňovaný v roce 1352, byl přestavěn kolem roku 1580 a rozšířen v letech 1642–1658. Hlavní činností v obci bylo tradičně zemědělství, chov dobytka a mlékárenství; v roce 1890 bylo založeno sýrařské družstvo. V 19. stol. se do Itálie vystěhovali především cihláři. V 60. letech 20. století nastal silný stavební boom; v roce 2000 dojížděly za prací asi tři čtvrtiny obyvatel, zejména do Lugana.

## Obyvatelstvo

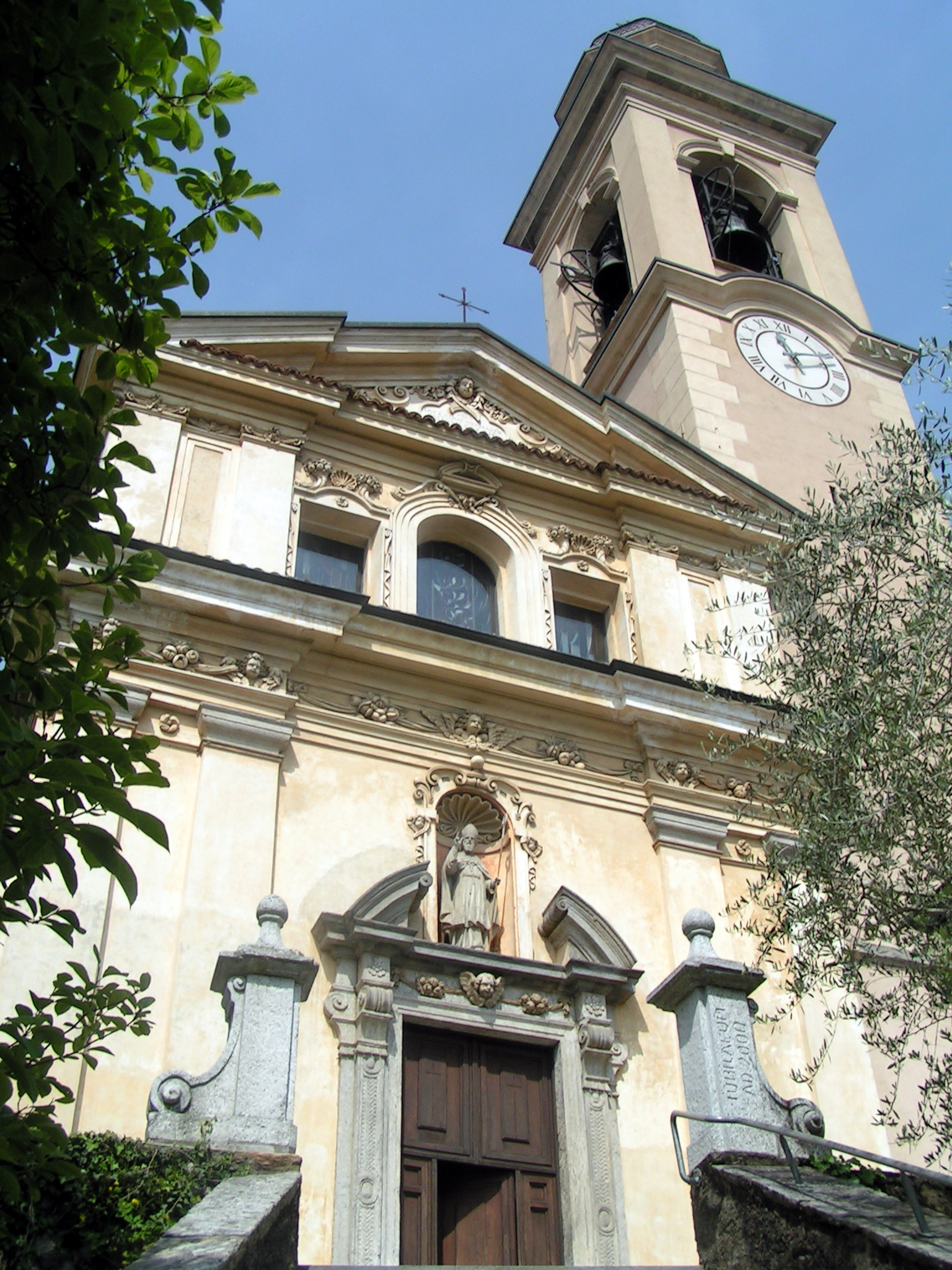
Kostel sv. Martina

| Rok            | 1670 | 1791 | 1850 | 1900 | 1960 | 1970 | 1980 | 1990 | 2000 | 2005 | 2010 | 2020 |
| Počet obyvatel | 457  | 426  | 591  | 483  | 487  | 625  | 809  | 932  | 1040 | 1226 | 1281 | 1346 |

## Doprava
Obce se nachází mimo hlavní dopravní tahy, na regionální silnici spojující Caslano a Curio. Nejbližší železniční stanice se nachází v Caslanu na trati Lugano – Ponte Tresa.

## Osobnosti
- Ferdinand Schneider (1911–1984), německý chemik, žil a zemřel v obci